# Labuan Bajo

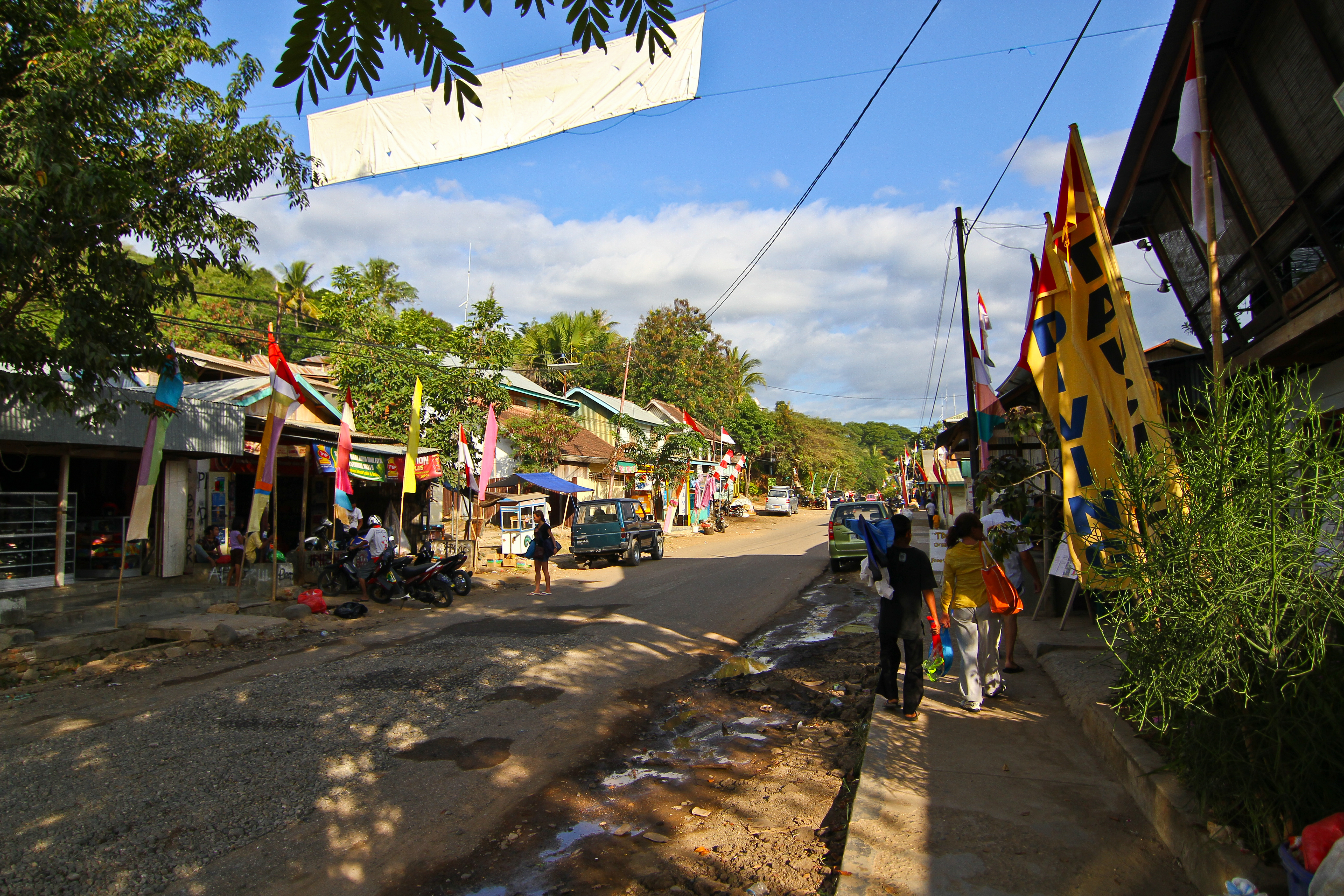
La rue principale de Labuan Bajo

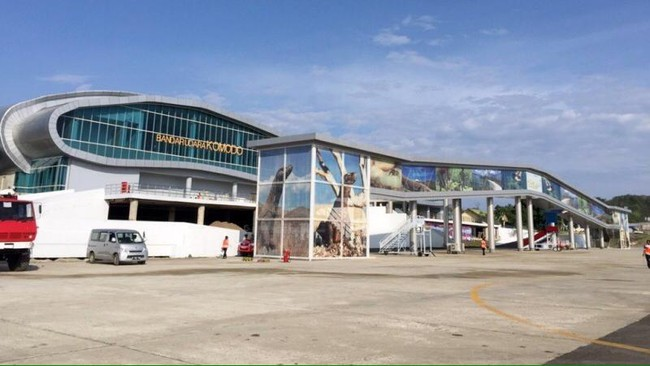
L'aéroport Komodo à Labuan Bajo

Labuan Bajo est une ville de pêcheurs d'Indonésie, située à l'extrémité occidentale de l'île de Florès. Elle a le statut de desa (village) dans la province de Nusa Tenggara oriental.

## Tourisme
Labuan Bajo est le point d'embarquement pour visiter le parc national de Komodo, où l'on peut voir les fameux dragons de Komodo.